# Apamea atrosuffusa
Apamea atrosuffusa là một loài bướm đêm trong họ Noctuidae.